# Bonloc
Bonloc (baskisch Lekuine) ist eine französische Gemeinde mit 371 Einwohnern (Stand 1. Januar 2022) im Département Pyrénées-Atlantiques in der Region Nouvelle-Aquitaine. Die Gemeinde gehört zum Arrondissement Bayonne und zum Kanton Pays de Bidache, Amikuze et Ostibarre (bis 2015: Kanton Hasparren).
Die Bewohner werden Lekuindar genannt.

## Geographie
Bonloc liegt ca. 30 km südöstlich von Bayonne in der historischen Provinz Labourd im französischen Teil des Baskenlands. Mit ihrer Größe von 1,021 km² ist die Gemeinde die kleinste des Départements.
Umgeben wird der Ort von den Nachbargemeinden:
| Hasparren |                                             | Ayherre |
|           | Kompassrose, die auf Nachbargemeinden zeigt | Ayherre |
| Mendionde |                                             |         |

Bonloc liegt im Einzugsgebiet des Flusses Adour. Ein Zufluss der Bidouze, die Joyeuse, die hier noch Aran genannt wird, durchquert das Ortsgebiet. Der Garraldako Erreka mündet in die Joyeuse im Zentrum der Gemeinde.

## Geschichte
Die Kirche ist in einem früheren Erdgürtel errichtet, der auf eine Besiedelung bereits in der Urgeschichte hinweisen könnte.
Paul Raymond, Archivar und Historiker des 19. Jahrhunderts, notierte die Erwähnung der romanischen Kirche des Dorfes in der Form Ecclesia de Bono Loco im Jahre 1186 im Kopialbuch des Bistums Bayonne, genannt „Goldenes Buch“. Dokumente aus dem Jahr 1194 belegen die Komturei des Klosters von Roncesvalles in Bono Loco, ebenso wie die Pilgerherberge, um Pilger auf dem  Jakobsweg nach Santiago de Compostela zu empfangen. Die Komturei übte bis zum 17. Jahrhundert die Grundherrschaft aus, was zu diversen Anfeindungen seitens der benachbarten Grundherrenfamilien, wie die der Sault oder Mont Real, führte.
Weitere Toponyme der Gemeinde waren in der Folge Lo ospital de Bon-Loc (1372), Le Bonlieu (1498), Nostre Dame de Bonloc (1518, Urkunde des Bistums Bayonne). Auf der Karte von Cassini 1750 ist die Gemeinde als Bonloc eingezeichnet, in der gleichen Form während der Französischen Revolution 1793 geführt, während des Französischen Konsulats acht Jahre später als Bouloc und Bonloc.

### Einwohnerentwicklung
Nach einem vorläufigen Höchststand von 350 Einwohnern in der Mitte des 19. Jahrhunderts ist die Zahl bis in die erste Hälfte des 20. Jahrhunderts um mehr als die Hälfte zurückgegangen. Seitdem hat sie sich mehr als verdoppelt und übertrifft den bisherigen Höchststand.
| Jahr      | 1962 | 1968 | 1975 | 1982 | 1990 | 1999 | 2006 | 2009 | 2022 |
| --------- | ---- | ---- | ---- | ---- | ---- | ---- | ---- | ---- | ---- |
| Einwohner | 193  | 189  | 189  | 200  | 228  | 284  | 336  | 367  | 371  |

## Sehenswürdigkeiten

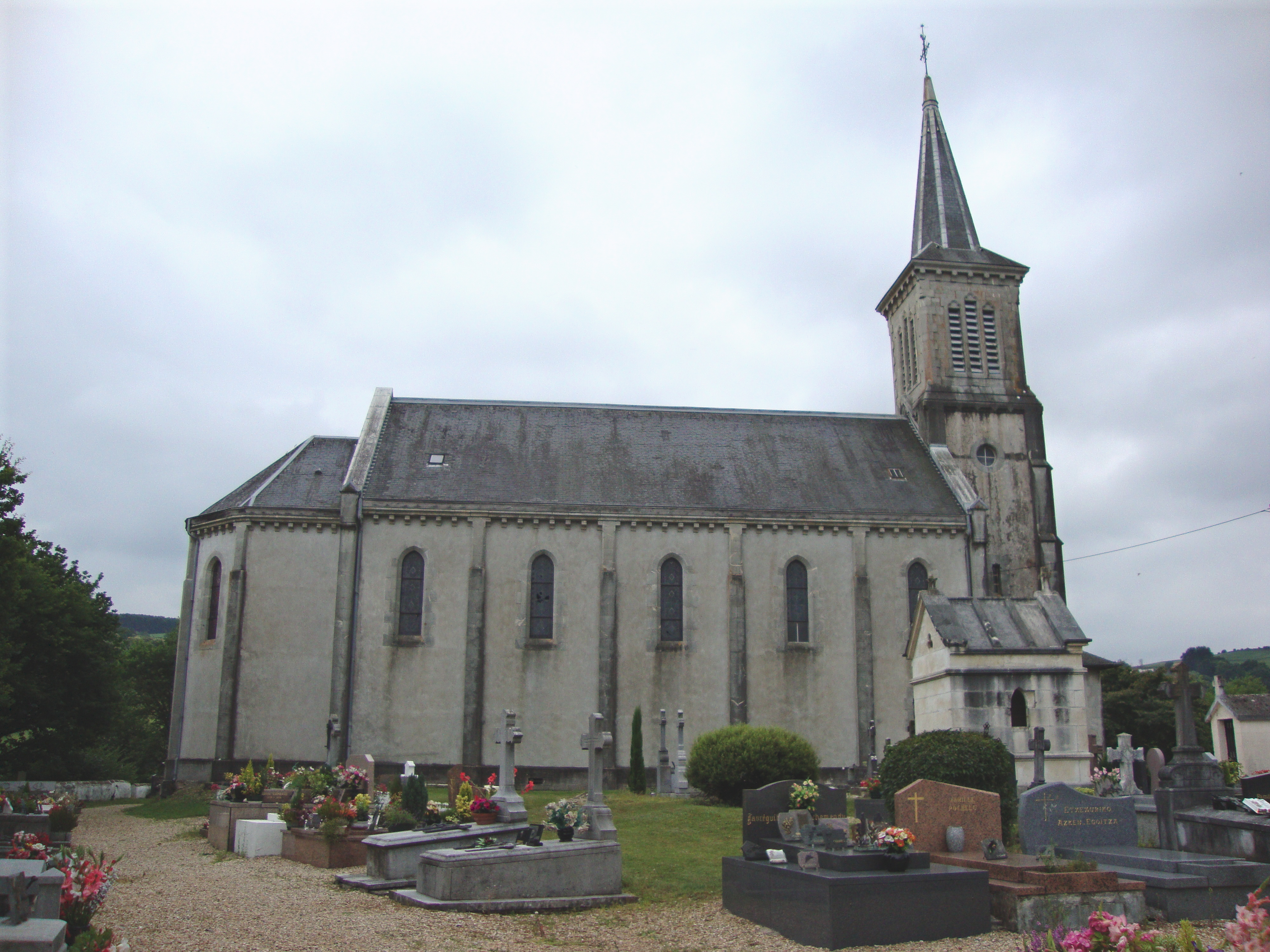
Kirche Notre-Dame-de-l’Assomption

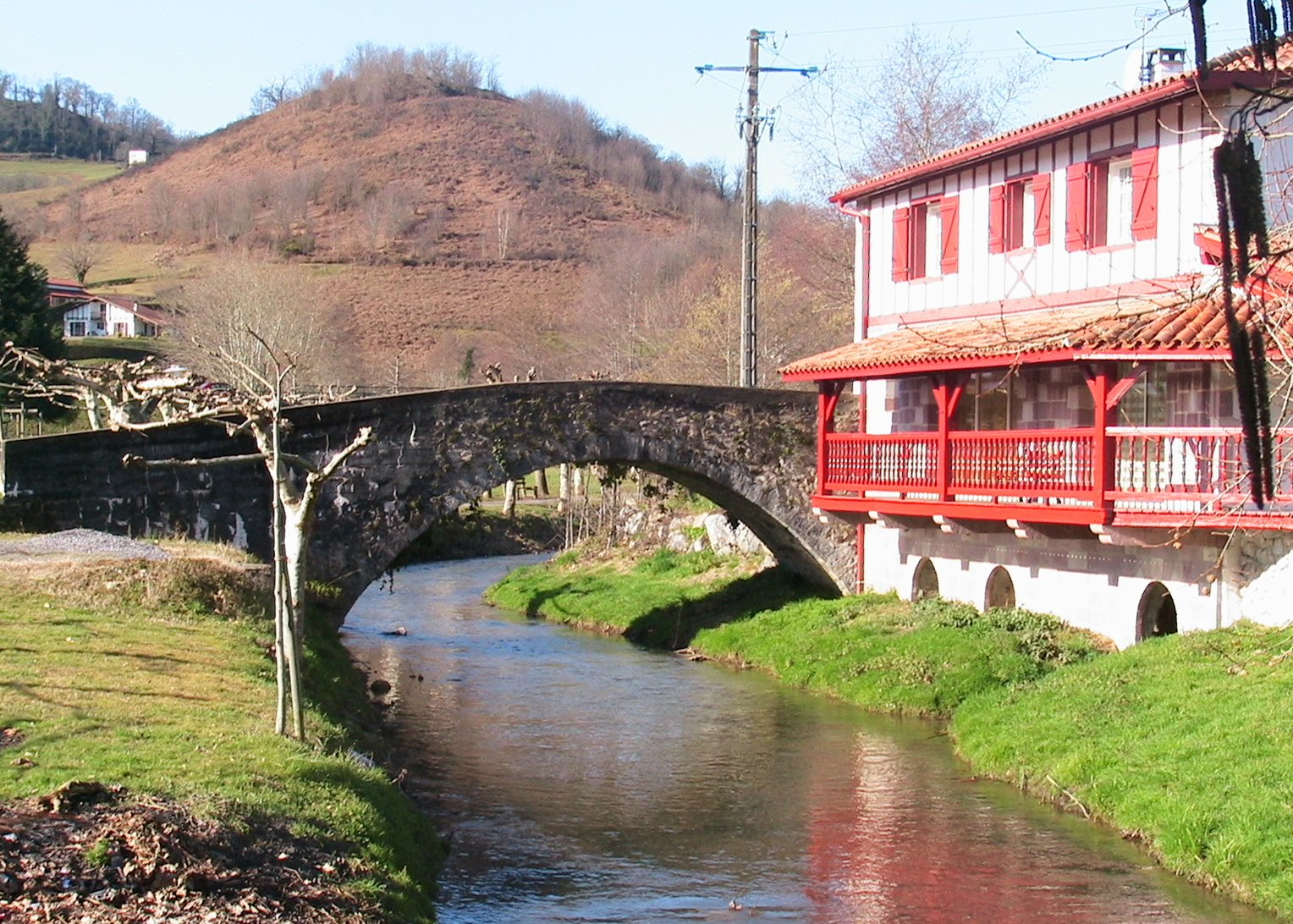
Brücke und ehemalige Wassermühle in Bonloc

- Kirche, gewidmet Mariä Himmelfahrt. Eine Ortskirche, die Mariä Himmelfahrt gewidmet war, gab es seit dem 12. Jahrhundert in Bonloc. Nach den Kriegen mit den Grundherren der Nachbargemeinden und den Hugenottenkriegen gegen Ende des 16. Jahrhunderts geriet das Gebäude in einem immer schlechteren Zustand. Der Architekt Émile Doyère, zuständig für Gebäude im Bistum Bayonne, rief 1879 ein Projekt ins Leben, um eine neue Kirche für die Gemeinde zu errichten. Die Arbeiten konnten 1882 abgeschlossen werden. Die Glasfenster sind Werke von Charles-François Champigneulle aus Bar-le-Duc. Die Wandgemälde, die das Langhaus und die Apsis schmücken, stammen gegen 1900 aus dem Atelier Decrept in Bayonne. Die Holztäfelung und die Emporen auf drei Seiten des Innenraums sind typische Elemente der Kirchen der Region.[9]
- Grotte, gewidmet Maria, der Mutter Jesu. Die natürliche Grotte ist ein Heiligtum, in der sich eine Marienstatue befindet.[10]
- Ehemalige Wassermühle und Brücke. Unweit der ehemaligen Wassermühle, die heute ein Wohnhaus ist, spannt sich eine alte Brücke über die Joyeuse.

## Wirtschaft und Infrastruktur
Die Wirtschaft wird im zunehmenden Maße von Industrie, Handel und Dienstleistungen bestimmt. Die Firma Boncolac erzeugt in Bonloc tiefgefrorene Backwaren.
Bonloc liegt in den Zonen AOC des Ossau-Iraty, ein traditionell hergestellter Schnittkäse aus Schafmilch, sowie der Schweinerasse und des Schinkens „Kintoa“.

### Bildung
Bonloc verfügt über eine private Grundschule St-Joseph mit 21 Schülerinnen und Schülern im Schuljahr 2016/2017.

### Verkehr
Bonloc ist angeschlossen an die Routes départementales 14, 22 und 314.

## Persönlichkeiten

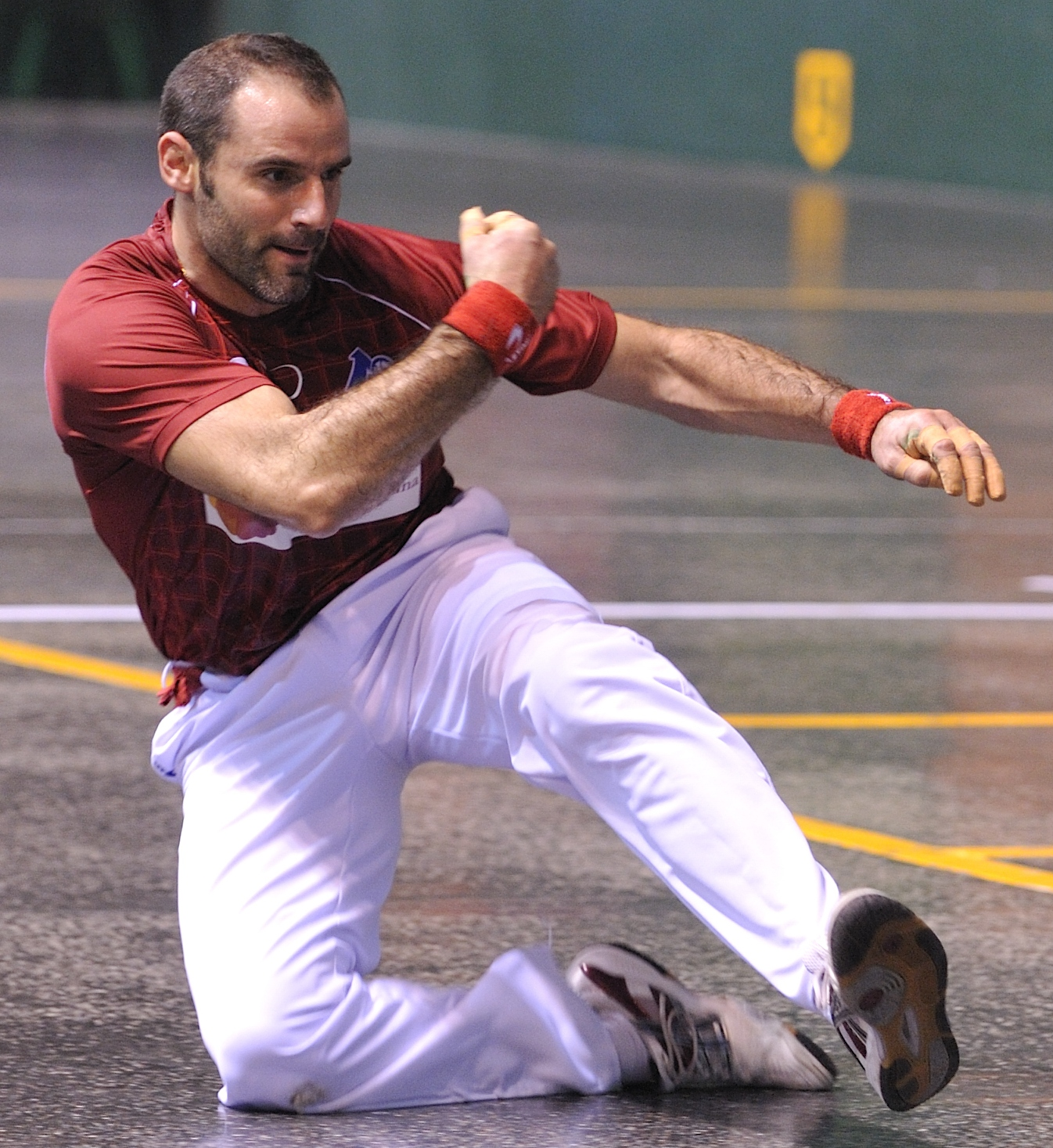
Yves „Xala“ Salaberri

Valentin de Salha, geboren am 13. Januar 1758 in Bardos, gestorben am 14. April 1841 in Saint-Palais, Offizier der Marine und des Heers sowie Kriegsminister des Königreichs Westphalen unter Jérôme Bonaparte. Er heiratete 1785 in Bonloc Anne-Lucine d’Urdos.
Yves Salaberri, genannt Xala, geboren am 14. November 1979 in Bonloc, ist Pelotaspieler der Variante mit der bloßen Hand. Er war 2002, 2007 und 2010 spanischer Meister im Doppel und 2011 im Einzel.